# صاریغ راه‌راه تیت
صاریغ راه‌راه تِیت (نام علمی: Dactylopsila tatei) کیسه‌داری از تیره بادپرکیسه‌داران است که بومی پاپوآ گینه نو است. زیستگاه این جانور جنگل‌های مرطوب باران‌خیز و استوایی است و از جمله درخت‌پیمایان است. به دلیل محدود بودن منطقه‌ای که این پستاندار در آن زندگی می‌کند و کاهش تدریجی پوشش و گستره این منطقه، صاریغ راه‌راه تیت در فهرست سرخ آی‌یوسی‌ان در حالت در معرض خطر طبقه‌بندی شده است.